# Euroleague Basketball TV
Euroleague Basketball TV è una rete televisiva dedicata alla pallacanestro in Europa. La rete è finanziata dalla Euroleague Basketball, che utilizza Euroleague Basketball TV anche per pubblicizzare i suoi programmi in pay per view. Come NBA TV, Euroleague Basketball dedica tutta la sua programmazione allo sport a cui prende riferimento.

## Personalità
Tra le personalità più note troviamo gli ex giocatori Johnny Rogers e Jiri Zidek, Jr., in qualità di opinionisti.